# Кейлор (Південна Дакота)
Кейлор (англ. Kaylor) — переписна місцевість (CDP) в США, в окрузі Гатчинсон штату Південна Дакота. Населення — 30 осіб (2020).

## Географія
Кейлор розташований за координатами 43°11′37″ пн. ш. 97°50′39″ зх. д. / 43.19361° пн. ш. 97.84417° зх. д. (43.193692, -97.844178).  За даними Бюро перепису населення США в 2010 році переписна місцевість мала площу 1,73 км², з яких 1,67 км² — суходіл та 0,07 км² — водойми.

## Демографія
Згідно з переписом 2010 року, у переписній місцевості мешкало 47 осіб у 22 домогосподарствах у складі 13 родин. Густота населення становила 27 осіб/км².  Було 28 помешкань (16/км²).
Расовий склад населення:
| - 100,0 % — білих |

До двох чи більше рас належало 0,0 %. Частка іспаномовних становила 0,0 % від усіх жителів.
За віковим діапазоном населення розподілялося таким чином: 23,4 % — особи молодші 18 років, 44,7 % — особи у віці 18—64 років, 31,9 % — особи у віці 65 років та старші. Медіана віку мешканця становила 53,8 року. На 100 осіб жіночої статі у переписній місцевості припадало 95,8 чоловіків;  на 100 жінок у віці від 18 років та старших — 89,5 чоловіків також старших 18 років.
Середній дохід на одне домашнє господарство  становив 65 842 долари США (медіана — 72 583), а середній дохід на одну сім'ю — 65 261 долар (медіана — 73 583). 
Цивільне працевлаштоване населення становило 47 осіб. Основні галузі зайнятості: мистецтво, розваги та відпочинок — 31,9 %, виробництво — 29,8 %, освіта, охорона здоров'я та соціальна допомога — 14,9 %, будівництво — 14,9 %.